# سالم ثابت
سالم ثابت هو القائد العام لكتائب شهداء الأقصى في فلسطين الجناح العسكري لحركة التحرير الوطني الفلسطيني (فتح). بدأ مسيرته النضالية في الانتفاضة الفلسطينية الأولى عندما كان عمره (17 عام) عندما التحق مع مجموعات صقور فتح الجناح العسكري لحركة فتح وعندما جاءت السلطة الوطنية الفلسطينية التحق بجهاز الأمن الوقائي.
يتهمه الاحتلال الإسرائيلي بقتل 36 صهيوني واصابة اكثر من 70 صهيوني وأيضا بالمسؤولية عن عملية ميناء أشدود والتي نفذها الاستشهادي نبيل مسعود، وايضا تأسيس لواء الشهيد القائد جهاد العمارين وحدات الاستشهادي نبيل مسعود مع القائد حسن المدهون.